# Giv'at Bar
Giv'at Bar (hebrejsky: גבעת בר) je vrch o nadmořské výšce cca 200 metrů v severním Izraeli, v Dolní Galileji.
Leží cca 7 kilometrů severozápadně od centra města Nazaret. Má podobu nevýrazné odlesněné výšiny, která vystupuje mezi vesnicí Giv'at Ela a městem Zarzir, respektive jeho místní částí Ijadat. Na severních a západních úbočích kopec lemuje rozptýlená zástavba Zarziru, pouze na jihovýchodě pokračuje volná krajina, která pak stoupá do pohoří Harej Nacrat, k zalesněným svahům okolo kopce Giv'at Timrat.